# 宇都宮共和大学
宇都宮共和大学（うつのみやきょうわだいがく、英語: Utsunomiya Kyowa University）は、栃木県宇都宮市大通り1丁目3番18号に本部を置く日本の私立大学。
1999年創立、1999年大学設置。大学の略称は共和大、UKU。

## 概観

### 大学全体
宇都宮共和大学は、1999年4月に「那須大学」として開設された。2006年に宇都宮シティキャンパスの竣工と学部名称の変更を行うと同時に、大学名も「宇都宮共和大学」に改称した。大学名の「共和」は、『史記』の一節にある「共同和合」より採られている。
高等教育機関の認証機関である財団法人大学基準協会の正会員加盟判定審査において、「学生の受け入れおよび財務に関して問題点が認められる」などとして、2004年には「判断保留」、2007年には「不適合」と判定された。
2011年宇都宮短期大学人間福祉学科幼児福祉専攻を改組して、宇都宮共和大学子ども生活学部を設置。
2011年には大学基準協会の正会員加盟判定審査において「期限付適合」、2014年には「適合」と判定された。

### 教育および研究
シティライフ学部
日本で唯一のシティライフ学部という学部を有し「都市」を学際的に研究する。経済学や地域学をベースに、都市を構成する経済、都市計画、交通、福祉、法律、心理学、情報処理、語学など幅広い科目を開講している。多種多様な要素によって構成されるカリキュラムによってさまざまな視点を兼ね備えた学生の育成を図る。
子ども生活学部
子ども生活学部は、保育学科などのように子どもの生活や子育て支援を研究し、子どもの教育・福祉・産業に幅広く貢献できる人材の育成を図る。

## 沿革

### 年表
- 1999年（平成11年）4月 - 那須大学を開学。 都市経済学部都市経済学科を設置（那須キャンパス）。国際交流センター 開所
- 2001年（平成13年）4月 - 都市経済研究センター 開所
- 2005年（平成17年）3月 - 大学基準協会正会員加盟審査にて判断保留と判定
- 2006年（平成18年）4月 - 大学名を宇都宮共和大学に改称。都市経済学部都市経済学科をシティライフ学部シティライフ学科に改組。宇都宮シティキャンパスを新設
- 2008年（平成20年）3月 - 大学基準協会正会員加盟再審査にて不適合と判定
- 2009年（平成21年）4月 - 本部を宇都宮シティキャンパスに移転。宇都宮シティキャンパスの教育厚生棟が竣工
- 2011年（平成23年）4月 - 宇都宮共和大学に子ども生活学部子ども生活学科設置。長坂キャンパスを設置。
- 2012年（平成24年）3月 - 大学基準協会正会員加盟審査にて期限付適合と判定
- 2015年（平成27年）3月 - 大学基準協会正会員加盟審査にて適合と判定

## 基礎データ

### 所在地
- 宇都宮シティキャンパス（栃木県宇都宮市大通り1丁目3番18号）：本部
- 長坂キャンパス（栃木県宇都宮市下荒針町長坂3829）
- 那須キャンパス（栃木県那須塩原市鹿野崎131）

### 象徴
- 校章にはローマ字の「K」とスミレがあしらわれている[1]。「K」は「共和」の頭文字であり、スミレは「新たな人生への幕開けにふさわしいフィールドの象徴」[1]を意味している。

## 教育および研究

### 組織

#### 学部
- シティライフ学部
  - シティライフ学科
- 子ども生活学部
  - 子ども生活学科

##### 取得資格について
- 中学校教諭一種免許状（社会）
- 高等学校教諭一種免許状（公民）
- 幼稚園教諭
- 保育士

#### 大学院
設置していない。

#### 短期大学部
- 宇都宮短期大学は系列校であり、長坂キャンパスを共用する。

#### 附属機関
- 宇都宮共和大学図書館
  - シティキャンパス
  - 長坂キャンパス
  - 那須キャンパス
- 都市経済研究センター
- 子育て支援研究センター
- 国際交流センター

## 学生生活

### 講義
- 授業時間（シティライフ学部）

|         | 時間          |
| ------- | ------------- |
| 1時限目 | 08:50 ~ 10:20 |
| 2時限目 | 10:30 ~ 12:00 |
| 3時限目 | 13:00 ~ 14:30 |
| 4時限目 | 14:40 ~ 16:10 |
| 5時限目 | 16:20 ~ 17:50 |
| 6時限目 | 18:00 ~ 19:30 |

| 1時限目 | 09:30 ~ 11:00 |
| 2時限目 | 11:10 ~ 12:40 |
| 3時限目 | 13:20 ~ 14:50 |
| 4時限目 | 15:00 ~ 16:30 |
| 5時限目 | 16:40 ~ 18:10 |

- 授業時間（子ども生活学部）

|         | 時間          |
| ------- | ------------- |
| 1時限目 | 09:10 ~ 10:40 |
| 2時限目 | 10:50 ~ 12:20 |
| 3時限目 | 13:05 ~ 14:35 |
| 4時限目 | 14:45 ~ 16:15 |
| 5時限目 | 16:25 ~ 17:55 |

### 大学祭
- シティライフ学部の学生が主体として宇都宮シティキャンパスで開催される「すみれ祭」が毎年11月上旬に行われる。「那須大学祭」は、2005年まで、毎年10月下旬に行われていた。2006年からは宇都宮シティキャンパスの「すみれ祭」に名称変更。
- 子ども生活学部と宇都宮短期大学の共催により長坂キャンパスで行われる「彩音祭」が、毎年11月中旬に行われている。

## 大学関係者と組織
*は、那須大学から在籍している者。

### 大学関係者一覧
- *須賀淳：（理事長・初代学長）
- *一河秀洋：（前学長）
- *須賀英之：（現学長）
- *福岡正夫：（名誉教授）

### 教授
- シティライフ学部
  - *田部井信芳：（教授・シティライフ学部長）
  - 寺内孝夫：（教授）
  - 内藤英二：（教授）
  - 陣内雄次：（教授）
  - 田上富男：（教授）
  - *和田佐英子：（教授）
  - *大石和博：（教授）
  - *松田勇一：（教授）
  - *高丸圭一：（教授・教務委員長）
  - 薄井浩信：（准教授）
  - 北浦さおり：（准教授）
  - 小浜駿：（准教授）
  - 今喜史：（専任講師）
  - 永井紹裕：（専任講師）
- 子ども生活学部
  - 河田隆：（教授・副学長）
  - 杉本太平：（教授・子ども生活学部長）
  - 桂木奈巳：（教授・子ども生活学科長）
  - 田渕光与：（教授）
  - 永山一夫：（教授）
  - 蟹江教子：（教授）
  - 月橋春美：（教授）
  - 星順子：（准教授）
  - 石本真紀：（准教授）
  - 松岡展世：（准教授）
  - 市川舞：（准教授）
  - 新井祐子：（准教授）
  - 大島美知恵：（専任講師）
  - 霜触智紀：（専任講師）
  - 小野貴之：（専任講師）

## 施設

### キャンパス

#### 宇都宮シティキャンパス
- 使用学部：シティライフ学部
- 使用附属施設：教育厚生棟、都市経済研究センター、国際交流センター、宇都宮共和大学図書館 シティキャンパス
- 夏季にはクールシェアコンサート、12月にはクリスマスコンサートなど地域住民向けにミニコンサートを開催している。
- 交通アクセス： JR東北新幹線・山形新幹線・東北本線・日光線・烏山線 宇都宮駅西口より徒歩約6分

#### 長坂キャンパス
- 宇都宮短期大学と共有
- 使用学部：子ども生活学部
- 使用附属施設：子育て支援研究センター、宇都宮共和大学図書館 長坂キャンパス
- 1号館、須賀友正記念ホール(2号館)、3号館、4号館、5号館、多目的アリーナ、グラウンド、コンサートホール、テニスコート、こどもの森教室、駐車場
- 交通アクセス

JR東北新幹線・山形新幹線・東北本線・日光線・烏山線 宇都宮駅西口より路線バス長坂経由鹿沼営業所行で約20分
東武日光線 新鹿沼駅近くの鳥居跡町バス停より長坂経由宇都宮駅行で約20分

#### 那須キャンパス
- 使用学部：シティライフ学部
- 使用附属施設：都市経済研究センター、国際交流センター、宇都宮共和大学図書館 那須キャンパス
- 須賀学園100周年記念講堂（D棟、体育館）、野球場、運動場、人工芝テニスコート、ZenjinCafe、共和温泉、思索の森、都市を語る広場、駐車場、駐輪場、バスターミナルを備え、系列校の部活動や那須塩原市民講座、イベント会場、撮影ロケ地としても使用される。
- 交通アクセス：JR東北新幹線・東北本線 那須塩原駅西口よりタクシー約10分

## 対外関係
- 放送大学学園と単位互換協定を結んでおり、放送大学で取得した単位を卒業に要する単位として認定することができる[3]

### 系列校
- 宇都宮短期大学
- 宇都宮短期大学附属高等学校
- 宇都宮短期大学附属中学校

## 公式サイト
- 宇都宮共和大学
- すみれ祭